# Battaglia di Stanhope Park
La Battaglia di Stanhope Park, parte della prima guerra d'indipendenza scozzese, venne combattuta durante la notte tra il 3 e il 4 agosto 1327. Gli scozzesi al comando di James Douglas realizzarono una scorribanda nella valle di Weardale, e Roger Mortimer, che accompagnava il nuovo re Edoardo III nella sua prima campagna, condusse un esercito per respingerli. Douglas guidò, tra le altre imboscate, un attacco al campo inglese, con 500 cavalieri, e riusci quasi a catturare il re.

## Mosse iniziali
All'inizio del giugno 1327 esisteva uno stato di tregua tra Inghilterra e Scozia, ma era chiaro che non sarebbe durato. I negoziati per la tregua si interruppero e il 15 giugno le forze scozzesi avevano attraversato la marca occidentale inglese. Un esercito inglese, costituito anche da un grande contingente di mercenari di Hainaut (tra cui il cronista Jean Le Bel), partì da York il 1º luglio per effettuare una controinvasione della Scozia.  Il 15 luglio giunse a Durham. Fu qui che si palesò fumo fumo proveniente dalle fattorie in fiamme nella campagna circostante e la presenza di una seconda forza scozzese entrata nella marca orientale.
L'esercito inglese inseguì gli scozzesi ma non riuscì a stabilire un contatto e alla fine li perse di vista. A questo punto, gli inglesi cambiarono le loro tattiche e, invece di cercare di superare gli scozzesi, decisero di posizionarsi per intercettare l'esercito scozzese diretto in Scozia. Di conseguenza,  marciarono su Haydon, dove attraversarono il fiume Tyne e si sono accamparono il 20 luglio. Qui rimasero ad aspettare gli scozzesi per una settimana. Tuttavia, alla fine di questo periodo si resero conto che avrebbero dovuto cercarli altrove. Un gruppo di uomini armati venne inviato a cercare gli scozzesi e l'armata principale ripartì verso sud. Il 30 luglio, furono raggiunti da uno dei loro esploratori, Thomas Rokesby, che aveva fatto irruzione nell'esercito scozzese ed era stato catturato. Gli scozzesi lo avevano rilasciato a condizione che cavalcasse e dirigesse l'esercito inglese verso di loro. Gli inglesi seguirono Rokesby e localizzarono gli scozzesi vicino a Stanhope a Durham.

## Posizione degli scozzesi
Gli scozzesi avevano assunto una forte posizione difensiva vicino al fiume Wear. La posizione era troppo forte perché gli inglesi potessero attaccare, ma tentarono di far combattere gli scozzesi portando il loro esercito su un terreno pianeggiante e invitando gli scozzesi a combattere facendo scaramucce con uomini d'arme e arcieri. Douglas mandò loro il messaggio che sarebbero rimasti dov'erano fino a quando avessero voluto. Questo stallo durò per tre giorni. Nella notte tra il 2 e il 3 agosto, gli scozzesi si ritirarono, spostandosi di poco, in una posizione migliore all'interno dello Stanhope Park. Gli inglesi, a loro volta, spostarono il loro campo per essere più vicini ai nemici.

## La notte della scorribanda
Nella notte tra il 3 e il 4 agosto Douglas condusse un attacco notturno al campo inglese. Raggiunse la tenda di Edoardo III, che era crollata su di lui, e riuscì quasi a catturarlo. Diverse centinaia di inglesi vennero uccisi e i restanti furono costretti a mantenere un controllo costante dopo questo episodio. Nella notte tra il 6 e il 7 agosto, l'esercito scozzese silenziosamente smontò il campo e si diresse verso la Scozia, ma gli inglesi non li inseguirono.

## Conseguenze
Sebbene militarmente non decisa, la campagna di Weardale fu un successo strategico per gli scozzesi. La loro invasione preventiva aveva impedito a un esercito inglese più potente di attaccare la Scozia. La loro strategia aveva causato "grande vergogna, disonore e disprezzo" agli inglesi. L'impatto politico della campagna era stato maggiore di quello militare. Essa era stata rovinosamente dispendiosa per gli inglesi, che avevano speso circa 70 000 sterline in totale, con il solo costo degli uomini di Hainaut che ammontò a 41 000 sterline. Incapaci di spendere nuovamente questa cifra per resistere a un'altra incursione scozzese, nel 1328, gli inglesi furono costretti a negoziare, giungendo al trattato di Edimburgo-Northampton, che riconobbe la rivendicazione di Robert Bruce al trono di Scozia e, contemporaneamente, l'abbandono, da parte inglese, delle richieste di supremazia feudale sui monarchi della Scozia.